# 虹色ジェット
「虹色ジェット」は、Party Rockets GTのメジャー6枚目のシングル。グループ名改名後としては初のシングル。
2016年2月24日にROCKET BEATSから発売。

## 概要
虹色ジェット
- 2015年12月27日、「Party RocketsGT 感謝LIVE2015」にて初披露。[2]
- 2016年2月1日、MV公開。[3]

妄想Chu⤴︎
- 2016年1月31日、「Party Rockets GT 定期LIVE 2016”Rockin’Sunday Vol.2"」にて初披露。

Dream on Dreamers
- 2016年1月9日、「Party RocketsGT定期LIVE”Rockin’サタデー in 仙台」にて初披露。

## 収録曲

### Type A
CD
1. 虹色ジェット
（作詞：吉水孝之、作曲・編曲：三宅英明）
2. 妄想Chu⤴︎
（作詞：吉水孝之、作曲・編曲：三宅英明）
3. 虹色ジェット (Instrumental)
4. 妄想Chu⤴︎ (Instrumental)

### Type B
CD
1. 虹色ジェット
2. Dream on Dreamers
（作詞：藤島美音子、平田博信、作曲：平田博信、編曲：三宅英明）
3. 虹色ジェット (Instrumental)
4. Dream on Dreamers (Instrumental)

## 特典
初回封入特典 (各Type)
- 生写真1枚ランダム封入 (全6種、内1種は枚数薄のレアカード)